# Mariage mystique de sainte Catherine (Fontana)
 (mai 2025).
Si vous disposez d'ouvrages ou d'articles de référence ou si vous connaissez des sites web de qualité traitant du thème abordé ici, merci de compléter l'article en donnant les références utiles à sa vérifiabilité et en les liant à la section « Notes et références ».
Pour les articles homonymes, voir Mariage mystique de sainte Catherine.
Mariage mystique de sainte Catherine est un tableau réalisé en 1574-1577 par la peintre italienne Lavinia Fontana. De format vertical, cette huile sur cuivre est une peinture chrétienne qui représente le mariage mystique de Catherine d'Alexandrie. L'œuvre est conservée depuis 2021 au musée national du Victoria, à Melbourne, en Australie.
La scène se déroule dans un édifice dont le plafond est remplacé par des nuées accueillant des anges musiciens. À genoux à côté de ses attributs de sainte, et notamment d'une palme et de la roue de son martyre, la jeune femme s'incline les mains jointes en prière face à l'Enfant Jésus, qui fait le signe de bénédiction à son intention. Il est maintenu debout par sa mère, Marie, derrière laquelle se trouve Joseph.

## Thème
La peinture précède, dans la production de l'artiste, La Sainte Famille avec sainte Catherine d'Alexandrie réalisée en 1581 et conservée au musée d'Art du comté de Los Angeles, à Los Angeles, aux États-Unis.

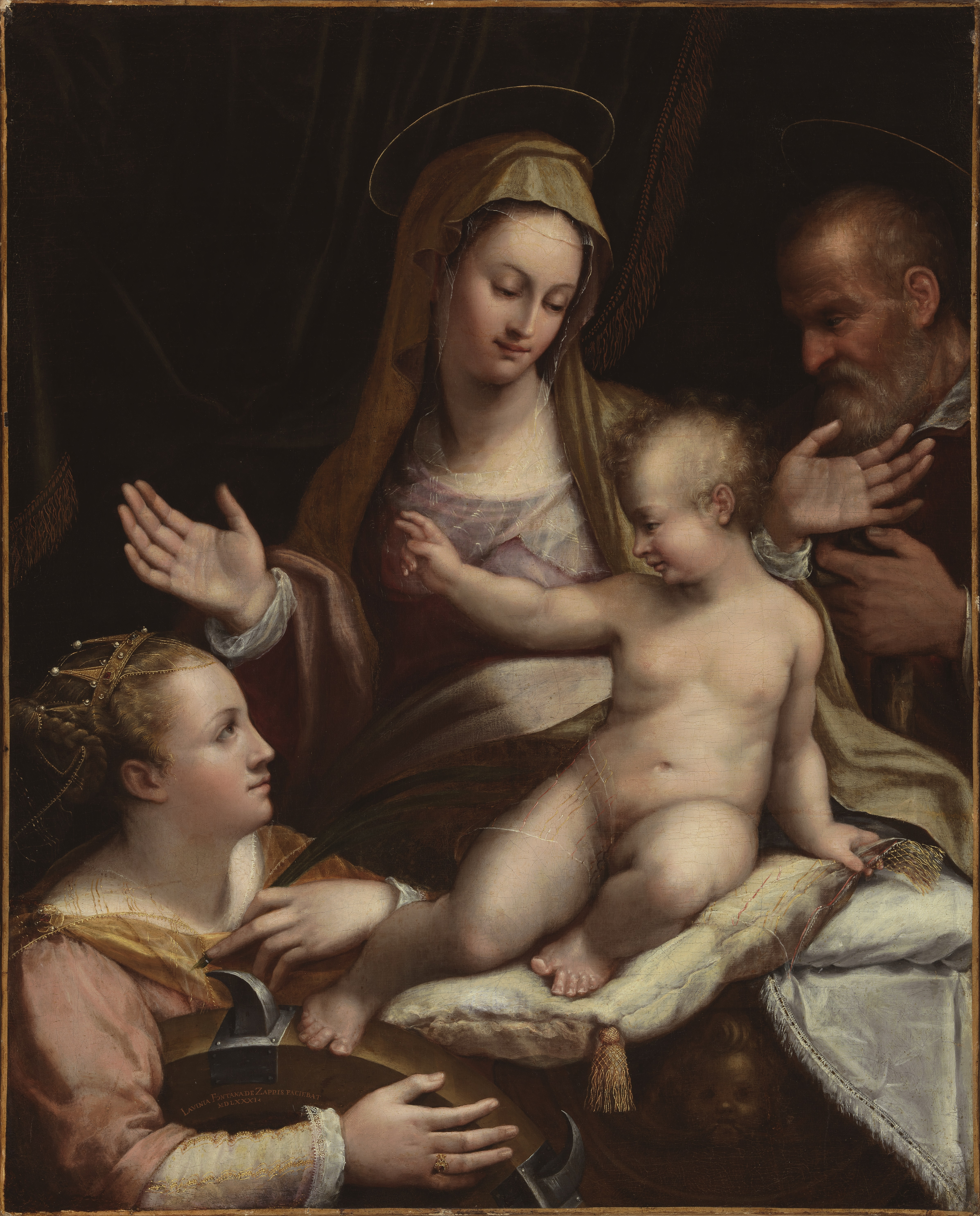
La Sainte Famille avec sainte Catherine d'Alexandrie, 1581 – Musée d'Art du comté de Los Angeles, Los Angeles.